# Ісмаїл Хандан
Ісмаїл Хандан (*д/н — після 1041) — володар Хорезму в 1035—1041 роках.

## Життєпис
Син Алтунташа, хорезмшаха і валі Герату. У 1035 році після загибелі брата Гаруна очолив боротьбу хорезмійської знаті за незалежність від держави Газневідів. Прихильник останньої Абд аль-Джаббар спробував відновити тут владу султана Масуда Газневі, але Ісмаїл Хандан відбив напад на Кят, столицю Хорезму. Слідом за цим підтвердив союз з Сельджукидами і Караханідами.
В свою чергу у 1038 році проти хорезмшаха Ісмаїла виступив Шахмелік, вождь огузів-ябгу, володар Дженду в Мангишлаці. Останній став союзником Газневідів. В результаті сили Ісмаїла Хандан були спрямовані проти огузів, він не зміг скористатися перемогами сельджукидів у Хорасані. У 1040 році хорезмшах зазнав поразки від Шахмеліка, й на початку 1041 року змушений був тікати до Сельджукидів. Владу в Хорезмі захопив Шахмелік Барані. Подальша доля Ісмаїла Хандана невідома.